# Жермен, Валер
Вале́р Брюно́ Рене́ Жерме́н (фр. Valère Bruno René Germain; 17 апреля 1990, Марсель) — французский футболист, нападающий австралийского клуба «Макартур».

## Клубная карьера
Жермен начал футбольную карьеру в молодёжном составе клуба «Орлеан». Затем он играл в молодёжных составах клубов «Шатору» и «Монако». В 2008 году вместе с «Монако» стал победителем дублёров в любительском чемпионате Франции по футболу. В межсезонье 2009 года Жермен подписал свой первый профессиональный контракт с «Монако» на три года. Несмотря на подписанный контракт, Жермен провёл следующие два сезона в резервном составе клуба. В чемпионате Франции Жермен дебютировал 1 мая 2011 года в матче против «Сент-Этьен», где заменил Джорджи Уэлкома на 72-й минуте матча. Также вышел на замену в заключительном матче сезона против «Лиона». Матч был проигран со счётом 2:0. После этого поражения «Монако» вылетел в Лигу 2.
Во втором дивизионе «Монако» начал сезон весьма неудачно. Произошла смена тренера, вместо отстранённого Лорана Банида на пост главного тренера пришёл Марко Симоне. При итальянском тренере Жермен стал постепенно попадать в первый состав, а 15 августа 2011 года забил свой первый гол за клуб в ворота «Реймс». В следующем месяце забил свой второй гол в ничейном матче против клуба «Седан». Жермен завершил этот сезон в статусе лучшего бомбардира клуба с 8 голами. В сезоне 2012/13 Жермен забил 14 голов в 35 матчах. По итогам сезона «Монако» занял первое место в Лиге 2 и вернулся в высший дивизион Франции. 23 июля 2013 года Жермен продлил контракт с «Монако» до 2017 года.
В июле 2015 года «Ницца» арендовала Жермена с правом последующего выкупа. В первом туре сезона 2015/16 Валер забил первый мяч за новый клуб в ворота «Монако» (1:2). Дубль Жермена в матче 37-го тура против «Сент-Этьена» (2:0) вывел «Ниццу» в Лигу Европы.
Летом 2016 года Жермен вернулся в «Монако». Его 10 голов помогли команде стать чемпионом Франции в сезоне 2016/17.
24 июня 2017 года было объявлено о переходе Жермена в «Олимпик Марсель», с которым игрок подписал контракт до 2021 года

## Международная карьера
В 2011 году, спустя несколько недель после профессионального дебюта, Жермен получил вызов в молодёжную сборную Франции для товарищеских матчей против сборных Сербии и Украины. Дебютировал 2 июня 2011 года в победном матче против сербов, где вышел на поле в 76-й минуте матча.
В 2012 году Жермен поучаствовал в Тулонском турнире со сборной Франции до 20 лет. Забил два гола.

## Личная жизнь
Отец Жермена — Брюно Жермен, футболист, известный выступлениями за «Олимпик Марсель» и сборную Франции.

## Достижения
«Монако»
- Чемпион Франции: 2016/17
- Финалист Кубка французской лиги: 2016/17
- Вице-чемпион Франции: 2013/14
- Чемпион Лиги 2: 2012/13

Олимпик Марсель
- Финалист Лиги Европы: 2017/18